# 夜間飛行
『夜間飛行』（やかんひこう、フランス語原題：Vol de nuit）は、フランスのパイロット・小説家であるアントワーヌ・ド・サン＝テグジュペリによる小説であり、1931年にガリマール書店から刊行され、同年のフェミナ賞に輝いた。翌1932年には英訳 Night Flight がアメリカとイギリスで刊行され、1933年にクラレンス・ブラウン監督によって映画化された。1956年に堀口大學による邦訳が刊行された。
サン＝テグジュペリ自身の飛行機乗りの経験を活かしたリアリズムにあふれる作品。夜間飛行という当時は危険きわまりなかった事業の中で浮き彫りにされる、人間の尊厳と勇気が主題となっている。

また、通信機・エンジン・飛行士の会話など、作者自身の経験を活かしたリアルな描写は、郵便飛行開拓期の歴史的史料としての価値も高い（飛行機の歴史参照）。フランスの植民地文学としても白眉である。

## あらすじ
1920〜1930年代、南米のパタゴニア地域から、飛行士ファビアンの操縦する航空郵便会社の飛行機がブエノスアイレスへと帰還しつつあった。

### 序盤
ブエノスアイレスでそれを待ち受ける主人公の南米支部の支配人であるリヴィエールは、部下に対して常に冷徹で、時間の遅れや整備不良を決して許さず、厳しい処分をもってあたっていた。「嫌われ者の上司に睨まれることによって、はじめて現場の規律が保たれる」というのが彼の信念であった。
だが、リヴィエールはつねに不安にさいなまれていた。郵便飛行の未来のため、飛行士の命を守るため、使命感から内心の不安を押し殺しながら、仕事に邁進することで必死に対処していたのだ。
一方、リヴィエールの部下である監督のロビノーは、やや愚鈍な男だった。飛行士たちに対して、リヴィエールが作った規則をただ言われたとおりに押しつけることと、従業員のあら探しをして報告することだけが彼の役回りだった。が、飛行士ペルランの輝かしい成果を前にして、自分の姿に疑問を抱く。彼はペルランに自分のみじめな人生について打ち明けようとするが、リヴィエールはロビノーの公私混同を許さず、ロビノーにペルランを処分する報告書を書かせる。
だが、リヴィエールもまた孤独に苦しんでいた。リヴィエールは、夜空に光る星にメッセージを感じるが、それを理解する人は少ない。加齢による腰痛に苦しめられつつもそれを誰にも言えない。

### 中盤
リヴィエールは、整備不良のかどでロブレという整備工を解雇する。荷役係としてなら雇ってやれるとリヴィエールは言うが、整備工としてのプライドを捨てられない老人はそれを受けようとしない。リヴィエールはすがりつくように懇願するロブレから目をそむけ、一方的に解雇を通告した。
だが、リヴィエールは迷った。彼が一言「許す」と言って解雇通知を破り捨ててしまえば、ロブレはどんなに喜ぶだろうか。しかし彼は、現場の配線ミスの報告を受け、あらためてロブレの解雇の決意を固めた。彼は考える。「僕は従業員を処罰するが、僕は彼らを排除したいわけじゃない、彼らをすり抜けてくる過誤を排除しなければならないのだ。そうしなければ、飛行士が、会社が、事業が、事故に怯やかされつづけることになる」
そのころ、今夜発つ欧州便の操縦士は 妻と語り合っていた。すでに空へ舞い上がることを考えている操縦士に一抹の寂しさを覚えながら、妻は操縦士を送りだす。リヴィエールは操縦士を部屋に呼ぶと、内心では暴風雨に立ち向かう彼の勇気を賞賛しながらも、危険などないと叱責し、彼を鼓舞する。リヴィエールは、自分の勝利を確信して夜間飛行を開拓したことを思い出していた。

### 終盤
ファビアンの操縦するパタゴニア機が暴風雨に遭遇した。ファビアンは必死に暴風雨を出ようとするが、現在位置すらつかめない。やがて暴風や雷雨で通信が途絶え、ファビアン機は完全に消息を絶った。やがていつものようにファビアンの安否を確かめるため電話したシモーヌに対し、リヴィエールは端的に事実を告げつつも、夜間飛行の事業に、飛行士を犠牲にするほどの価値があるのかと自問自答する。
一方ファビアン機は雷雨のまっただ中に居て、帯電により通信不可能な状態であった。ファビアンは雲のさらに上空まで上昇を試みる。だが、雲を超えてしまえば、もう陸地を探すことはできない。通信は一時復旧したものの、燃料がのこり三十分しかもたないという絶望的な事態を伝えることしかできなかった。
シモーヌがリヴィエールに面会を求めた。リヴィエールは「待つしかない」と彼女をなだめるが、もはやファビアンが無事に戻る見込みがないことは誰にとっても明らかだった。やがてファビアンからの連絡は途絶え、そのまま燃料の限界時間が訪れた。リヴィエールはうなだれて、ロビノーに「独りにしてくれ」と語りかける。

### エピローグ
やがてロビノーは、ファビアンを失ったこと、郵便飛行が頓挫するであろうことの二重の衝撃で打ちのめされているリヴィエールを慰めなければと思い、ふたたびリヴィエールのいる管理人室を訪れる。だが、顔を上げたリヴィエールの表情は打ちひしがれた敗北者のものではなかった。リヴィエールは郵便飛行の続行を告げた。
離陸を延期されていた欧州便の操縦士に、続行の報せが届いた。恐怖を克服した操縦士は、湧き上がる力をもってふたたび危険な夜間飛行へと旅だってゆく。事務室には、勝利も敗北もすべて乗り越えて歩みつづけるリヴィエールの姿があった。

## 訳書
- 『夜間飛行』 堀口大學訳（新潮文庫、初版1956年、改版1994年、再改版2012年）
  - 処女作『南方郵便機』を併録。初訳版は、各・第一書房で、1934-35年に出版

文庫の新装カバーイラストは宮崎駿が担当。
- 『夜間飛行』 山崎庸一郎訳（新装版「サン=テグジュペリ・コレクション2」 みすず書房、2001年）、旧版は「著作集」
- 『夜間飛行』 二木麻里訳（光文社古典新訳文庫、2010年）
- 『夜間飛行・人間の大地』（野崎歓訳、岩波文庫、2025年5月）